# ゼンマイ科
ゼンマイ科 Osmundaceae は、シダ植物の1群。ゼンマイが有名であるが、他に名の通ったものはない。中には立ち上がって木生になるものもある。普通のシダ類の中では特に原始的なグループと考えられる。

## 特徴
以下のような特徴を持つ群である。
地上性の多年草で、根茎は大きくて直立、斜上、あるいは多少這う。高く立ち上がるものもある。茎や葉柄に毛や鱗片を生じない。
葉は茎との間に関節を持たない。葉柄の基部は幅広くなって托葉にも似た翼になる。若芽の時、葉柄の基部に粘液を出す毛を持つ。葉の形は1-2回羽状複葉で、葉脈は遊離、つまり先で癒合して網を作ることはなく、すべて分かれたままである。胞子嚢は栄養葉とは別の胞子葉か、または別個の羽片につく。胞子嚢を生じる羽片では葉身の部分が縮小し、ほとんど軸だけになっており、その胞子嚢はその縁に生じる。一部には普通の形の葉裏に生じるものもあり、その場合には裏面の脈上につく。
胞子嚢は胞子嚢群と言えるようなまとまりを作らず、混み合って生じる。胞子嚢は薄膜性で、大きくて環帯はなく、その代わりに上部側面に厚膜細胞が集まったところがあり、この部分が裂開して胞子を放出する。また胞子嚢がすべてほぼ同時に成熟する（斉塾という）。胞子はすべて同型で四面体型でほぼ球形。葉緑体を含んでおり、周皮がなくて寿命が短い。

## 分布と種数
ゼンマイ属（異説あり、下記）は全世界に広く分布し、十数種とされる。他に南半球に分布する2属があり、 Todea 属はオーストラリア、ニュージーランド、南アフリカに1種、Leptopteris 属はニューギニアからニュージーランド、オーストラリア、サモアにかけて6種がある。最後の属は木生シダで、高さ1m以上になる。

## 系統分類
この科単独でゼンマイ目を構成する。
原始的なシダ類で、化石は古生代石炭紀（岩槻編（1992)ではペルム紀となっている）まで遡る。
形質にも独特の部分が多い。胞子嚢は表層の細胞1個が起源となって発達し、できあがった胞子嚢の壁は単層の細胞からなる。これを薄嚢性といい、一般的なシダ類はすべてこの型である。多細胞から発達し、複数層の壁を持つ真嚢性は種子植物では普通だが、シダ植物ではヒカゲノカズラ植物門やリュウビンタイ科、ハナヤスリ科など特殊なものにしか見られない。つまりゼンマイは普通のシダ類の型に含まれるのだが、ただし胞子嚢の柄の部分の形成には周囲の細胞が関与する点で、一般のシダ類とは異なる。これについて、シダ類の進化において真嚢性から薄嚢性へと変わっていった中で、この類は未だ真嚢性の名残を残しているのだとの説もある。
また、薄嚢性のシダでは胞子嚢の外周を垂直に分断するように厚壁の細胞の列があり、これを環帯という。これは収縮して胞子嚢を裂開させる働きがあるが、これは最初は一角に集まった型から次第に胞子嚢を取り巻く形に変化したと考えられ、化石の証拠もこの考えと矛盾しない。ゼンマイ科では上記のように厚壁細胞が一カ所に集まっているだけで、環帯の形を取らない。これも薄嚢性のシダ類ではこの類だけに見られる特徴であり、原始的な性質と考えられる。胞子嚢が一斉に熟する斉性も多くのシダには見られないもので、原始的特徴とされる。

## 下位分類
上記のようにこれに含まれるのはゼンマイ類と南半球の2属である。ただし、ゼンマイ類を1属とする説と、これを3属に細分する説がある。ここでは岩槻編(1992)に従っておく。ゼンマイ属を細分する場合、ここにある亜属を属に昇格させる扱いになる。なお、田村(1999)は残り2属をトデア科としている。
- Osmundaceae　ゼンマイ科
  - Osmunda　ゼンマイ属
    - Subgen. Osumunda　ゼンマイ亜属
    - Subgen. Osmundastrum　ヤマドリゼンマイ亜属
    - Subgen. Plenasium　シロヤマゼンマイ亜属

  - Leptopteris
  - Todea